# Ambasada RP w Singapurze
Ambasada Rzeczypospolitej Polskiej w Singapurze (ang. Embassy of the Republic of Poland in Singapore) – polska misja dyplomatyczna w mieście-państwie Singapurze. 

## Historia
Polska nawiązała stosunki dyplomatyczne z Singapurem 12 kwietnia 1969. Ambasada Polski w Singapurze została otwarta w 2004. Wcześniej za stosunki z tym państwem odpowiadał ambasador rezydujący w Dżakarcie. 
Singapur nie posiada misji dyplomatycznej w Polsce.